# Fuldaer Fastnacht
Die Fulder Foaset (fuldisch für „Fuldaer Fastnacht“) bezeichnet die Fastnachtssaison in der osthessischen Stadt Fulda, die eine bedeutende Karnevalshochburg Hessens ist. Die Geschichte des Fuldaer Karnevals reicht zurück bis in das 15. Jahrhundert.

## Geschichte
Am Freitag nach "Valentini" 1508 wurde die Fuldaer Foaset erstmals in einer Gerichtsakte urkundlich erwähnt. Der Schuhmachermeister Contze Karl war an "Faßtnacht" den ganzen Tag "in der Larffen" rumgelaufen und hatte seinem Schwager, der "Miesmacher", der schon im Bett lag, dessen Rock mitgenommen um ihn zu ärgern. Erstmals wurde im Februar 1825 von einem Maskenzug durch Fulda berichtet. Als Vorbild diente der prächtige Maskenzug 1818 in Weimar, wo auch die Zarin anwesend war. Ebenso gab es 1826 ("Dreitheilige Fastnachts Aufzug") und 1828 närrische Umzüge mit jeweils einem karnevalistischen Herrscher, genannt Signore Faschingo". Eine Rarität stellen zwei närrische Kalenderblätter aus den Jahren 1846 und 1847 dar, worin "alle ausgezeichneten und originellen Persönlichkeiten" Fuldas mehr oder weniger treffend karikiert sind. 1880 entstanden die ersten Karnevalsvereine, der Chronist Anton Hartmann schildert die Anfänge folgendermaßen: „Im Winter 1880 hatte sich eine Gesellschaft junger Leute zu einem Carnevalverein verbunden, welcher den Zweck hatte, des Winters über humoristische Abendunterhaltungen zu arrangieren, deren Überschuss zur Veranstaltung größerer Maskenzüge etc. verwendet werden sollte“.
Im 19. Jahrhundert feierten die Fuldaer Fastnacht vor allem mit Maskenbällen. In der Folgezeit kam es aber wegen Geldmangel und nachlassendem Interesse zu einer Vernachlässigung der Gebräuche. Ende des Ersten Weltkriegs war Fastnacht zum guten Teil zwar noch Brauchtum, wurde allerdings in der Öffentlichkeit überwiegend von Kindern ausgeübt. Es gab lediglich einige traditionelle Maskenbälle, wie den des Bürgervereins, der Winfridia sowie den alljährlich größten, den Turnermaskenball. Die heutige Fastnacht knüpfte an die alten Traditionen „mit ihren Sitzungen, Bällen, einen Rosenmontagszug und dem folkloristisch beeinflusstes Treiben an den Fastnachtstagen“ an und wurde in den 1930er Jahren aus einer Idee eines Stammtisches etabliert.

## Gegenwart
Die Fuldaer Foaset wird heute gemeinschaftlich von insgesamt 13 Karnevalsvereinen organisiert, an deren Spitze die Fuldaer Karnevalsgesellschaft (FKG) steht. Die übrigen zwölf Vereine werden als Randstaaten bezeichnet. Neben den Saalveranstaltungen gibt es Umzüge, darunter der Kinderumzug am Fastnachtssonntag und der Rosenmontagszug, Hessens größter Faschingszug ist.

## Ablauf
Am Rosenmontag marschieren die städtischen und zahlreiche regionale Karnevalsvereine sowie viele sonstige Fußgruppen, Kapellen und Motivwagen durch Fuldas Innenstadt und bilden gegenwärtig den größten Rosenmontagsumzug in Hessen. Der Fuldaer Rosenmontagsumzug wird jedes Jahr live im „offenen Kanal“ und hin und wieder im Hessischen Fernsehen übertragen.
An der Spitze der Foaset steht in Fulda der Prinz, unterstützt von zwei Adjutanten und dem Prinzenmariechen. Jeder „Randstaat“ hat außerdem eine eigene „Tollität“ beziehungsweise „Fürstlichkeit“. Als Fuldaer Besonderheit haben die Randstaaten ein bestimmtes Vereinsthema, das meist auf die Stadtviertel, aus denen sie stammen, zurückgeht. So gibt es - um nur drei Beispiele zu nennen: den Ostend mit traditionell indischen Kostümen und einem Bahadur oder einer Maharani als Fürsten; die Brunnenzeche mit Biedermeiderkostümen und einem Brunnenpaar und den Türkenbund aus einem als „Türkei“ bekannten alten Stadtviertel mit türkischen Gewändern und einem Pascha als Tollität.